# تشارلز ويلكينسون
تشارلز ويلكينسون (بالإنجليزية: Charles Allix Wilkinson)‏ (1813 - 1889) هو كاهن أنجليكاني ولاعب كريكت بريطاني (وحمل سابقاً جنسية المملكة المتحدة لبريطانيا العظمى وأيرلندا).

## وصلات خارجية
- تشارلز ويلكينسون على موقع إي آس بي آن كريك إنفو (الإنجليزية)